# Hyundai Custo

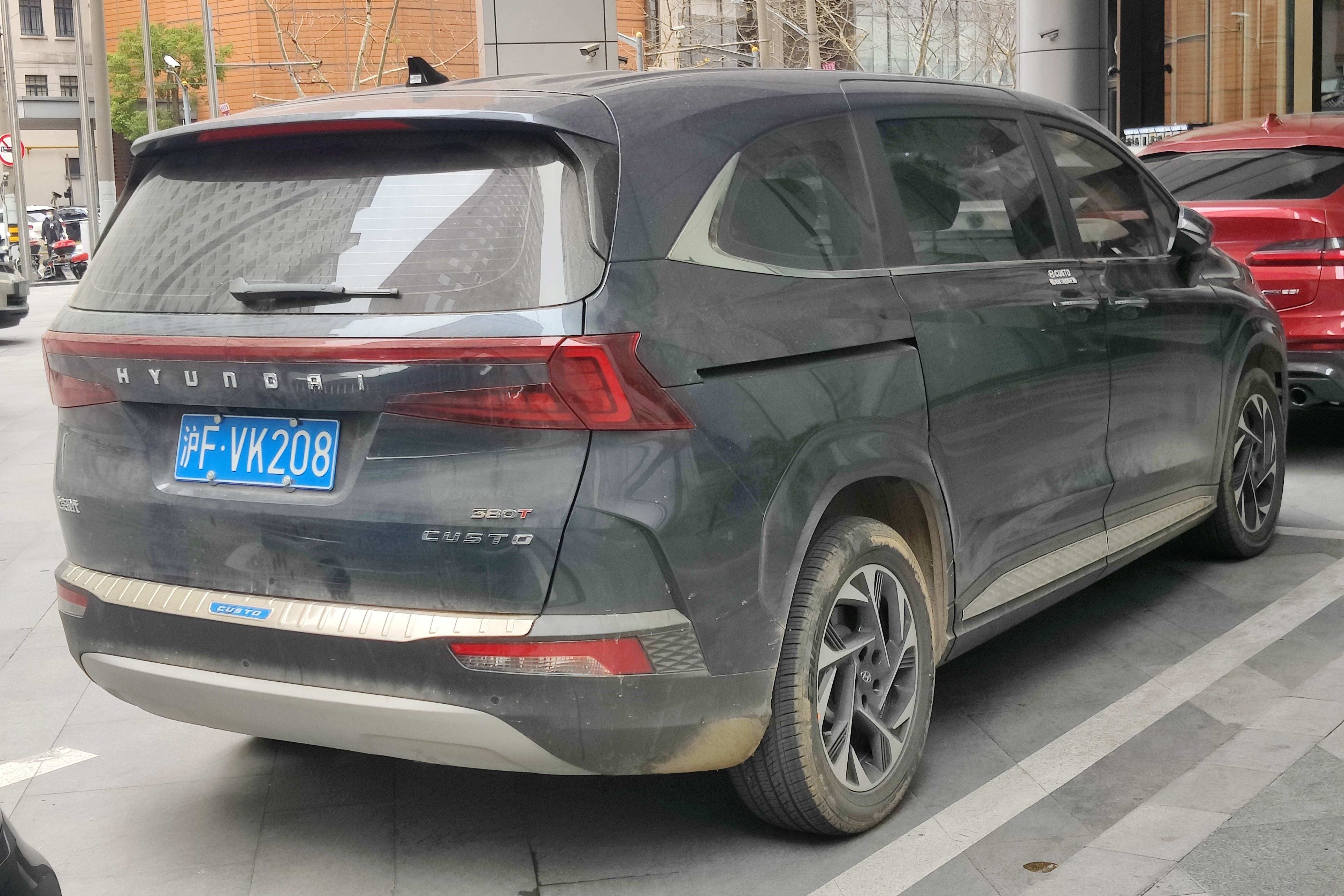
Heckansicht

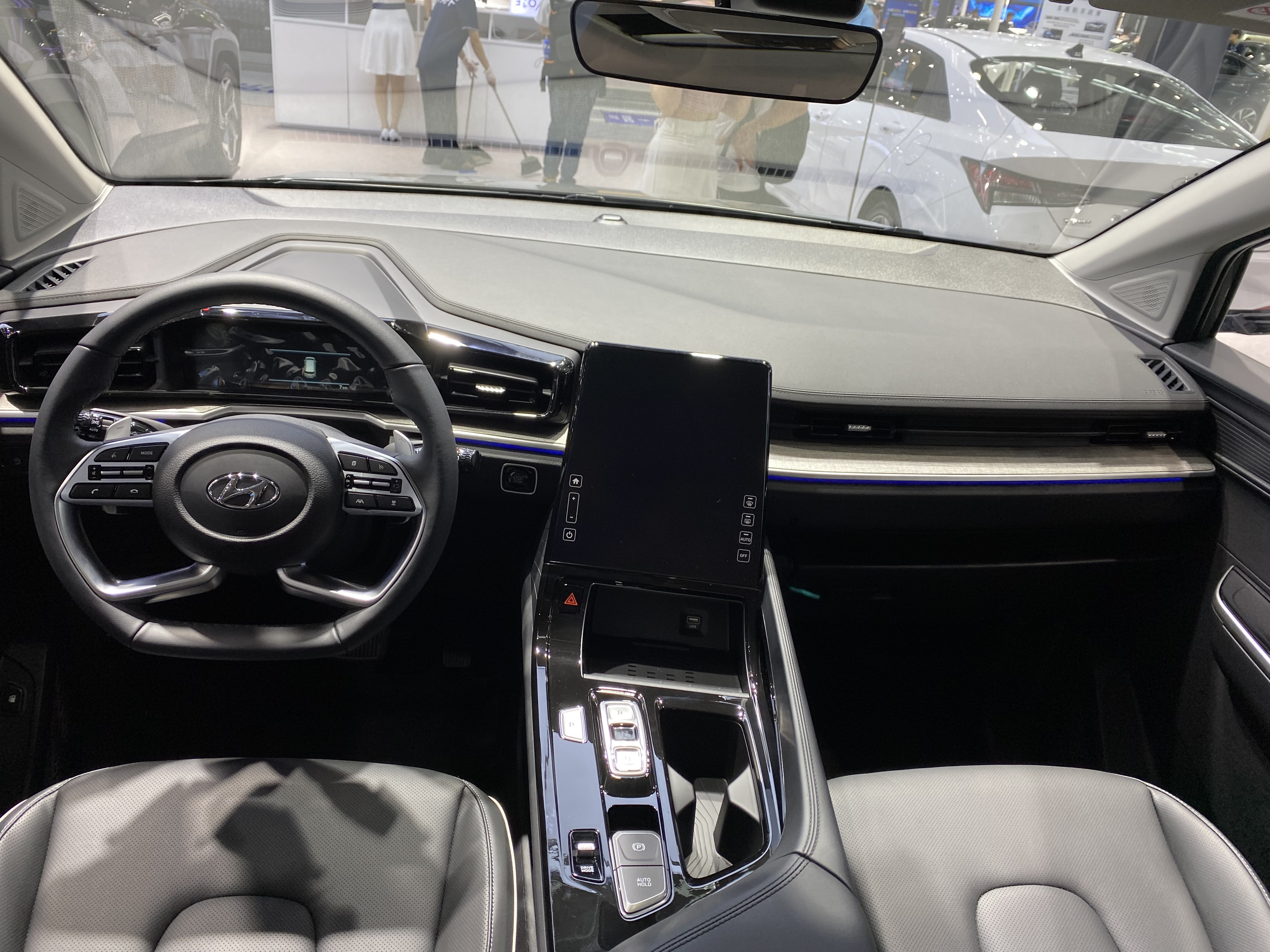
Innenansicht

Der Hyundai Custo ist ein Van, der von der Beijing Hyundai Motor Company in China gebaut und dort unter der Marke Hyundai vermarktet wird.

## Geschichte
Vorgestellt wurde das Fahrzeug im August 2021. Im darauffolgenden Monat erfolgte die Markteinführung in China. Benannt ist das bis zu siebensitzige Fahrzeug nach dem französischen Entdecker Jacques-Yves Cousteau. Das Design orientiert sich am Hyundai Tucson, die Technik kommt auch im Kia Carnival zum Einsatz. Eine Vermarktung außerhalb Chinas gilt als unwahrscheinlich.

## Technische Daten
Angetrieben wird das Fahrzeug entweder von einem 1,5-Liter-Ottomotor mit 125 kW (170 PS) oder einem 2,0-Liter-Ottomotor mit 174 kW (237 PS). Beide Varianten haben Vorderradantrieb und ein 8-Stufen-Automatikgetriebe.
|                                             | 270T GDi                   | 380T GDi                   |
| Bauzeitraum                                 | seit 09/2021               | seit 09/2021               |
| Motorkenndaten                              |                            |                            |
| Motortyp                                    | R4-Ottomotor               | R4-Ottomotor               |
| Hubraum                                     | 1497 cm³                   | 1975 cm³                   |
| max. Leistung bei min−1                     | 125 kW (170 PS) / 5500     | 174 kW (237 PS) / 6000     |
| max. Drehmoment bei min−1                   | 253 Nm / 1500–4000         | 353 Nm / 1500–4000         |
| Kraftübertragung                            |                            |                            |
| Antrieb                                     | Vorderradantrieb           | Vorderradantrieb           |
| Getriebe                                    | 8-Stufen-Automatikgetriebe | 8-Stufen-Automatikgetriebe |
| Messwerte                                   |                            |                            |
| Höchstgeschwindigkeit                       | 200 km/h                   | 210 km/h                   |
| Beschleunigung, 0–100 km/h                  | k. A.                      | 8,8 s                      |
| Kraftstoffverbrauch auf 100 km (kombiniert) | 6,4–6,5 l Super            | 6,9 l Super                |
| Tankinhalt                                  | 58 l                       | 58 l                       |
| Abgasnorm                                   | China VI                   | China VI                   |